# Camp Rock 2: The Final Jam
Camp Rock 2: The Final Jam är uppföljare till filmen Camp Rock. Den filmades i Toronto, Kanada. I USA hade filmen premiär den 3 september och i Sverige den 17 september 2010.
Mitchie, Shane och de andra väntar sig en ny sommar på Camp Rock. Men när de kommer dit är det mindre folk än vanligt på lägret.
Det beror på att ett nytt läger Camp Star har öppnat. Luke utmanar Camp Rock på en musikal-tävling om vem som har den starkare musikalisk talangen. Mitchie och Shane har några dater och Nate faller för Dana, dotter till Camp Star-ägaren. 
Tess dumpar Camp Rock och går in i Camp Star-gänget istället. 
Filmen fick sammanlagt 8 miljoner tittare under premiärvisningen fredagen den 3 september 2010. Den blir då rankad som den 7 mest sedda Disney Channel Original Movie genom tiderna.

## Rollista
- Demi Lovato - Mitchie Torres
- Joe Jonas - Shane Gray
- Kevin Jonas - Jason
- Nick Jonas - Nate
- Meaghan Martin - Tess Tyler
- Alyson Stoner - Caitlyn Gellar
- Anna Maria Perez de Tagle - Ella
- Roshon Fegan - Sander
- Jasmine Richards - Margaret "Peggy" Dupree
- María Canals Barrera - Connie Torres
- Daniel Fathers - Brown
- Matthew Finley - Luke Williams
- Chloe Bridges - Dana Turner